# Johann Oehler
Johann Oehler (* 19. Oktober 1857 in Kornitz, Mähren; † 28. Januar 1921 in Wien) war ein österreichischer Gymnasiallehrer und Epigraphiker.

## Leben und Werk
Johann Oehler studierte Klassische Philologie und Archäologie an der Universität Wien, wo ihn insbesondere Otto Benndorf beeinflusste. Am 30. November 1893 wurde er mit einer (unpublizierten) Dissertation über verschiedene städtische Beamte in den griechischen Poleis zum Dr. phil. promoviert. Ab Oktober 1893 unterrichtete er als Lehramtskandidat am Staatsgymnasium in Linz, an dem er im April 1894 zum Hilfslehrer ernannt wurde. Nach 1896 wechselte er an das Gymnasium in Krems an der Donau, wo er 1898 zum wirklichen Lehrer ernannt wurde. Vor 1903 ging er an das Maximiliansgymnasium in Wien IX. Später wurde er dort zum Gymnasialprofessor und Regierungsrat ernannt; kurz vor seinem Tod trat er in den Ruhestand.
Neben dem Schuldienst beschäftigte sich Oehler mit epigraphischer und archäologischer Forschungsarbeit, unter anderem im Auftrag des Österreichischen Archäologischen Instituts. Er verfasste auch zahlreiche Artikel für die Neubearbeitung von Paulys Realenzyklopädie der klassischen Altertumswissenschaft (RE).

## Schriften (Auswahl)
- De curatoribus agrorum, fori, urbis in urbibus Graecis. Wien 1893 (ungedruckte Dissertation)
- Ein Besuch in der Troas, 1896. Krems 1898 (Schulprogramm)
- Österreichische Forschungen in Kleinasien. Wien 1904 (Schulprogramm) (Digitalisat)
- Zum griechischen Vereinswesen. Wien 1905 (Schulprogramm) (Digitalisat)
- Epigraphische Beiträge zur Geschichte des Aerztestandes. Wien 1907 (Schulprogramm) (Digitalisat)
- Epigraphische Beiträge zur Geschichte der dionysischen Künstler. Wien 1908 (Schulprogramm)
- Das humanistische Gymnasium im klassischen Altertum. Wien 1909 (Schulprogramm)
- Epigraphische Beitraege zur Geschichte der Bildung im klassischen Altertum. Wien 1909 (Schulprogramm)